# Jean-Charles Danjoy
Jean-Charles-Léon Danjoy (31 mai 1806 - 4 septembre 1862) est un architecte français spécialisé dans la restauration de monuments historiques.
Architecte diocésain des diocèses de Meaux, Coutances et Bordeaux, il est notamment chargé de programmer et de coordonner les travaux de restauration, d'entretien et de mobilier des édifices diocésains (cathédrale, palais épiscopal, séminaire).

## Biographie

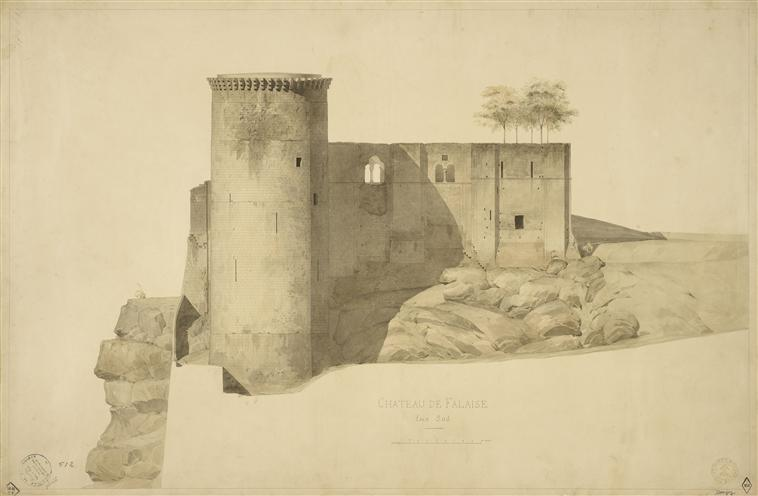
Façade sud du château de Falaise.

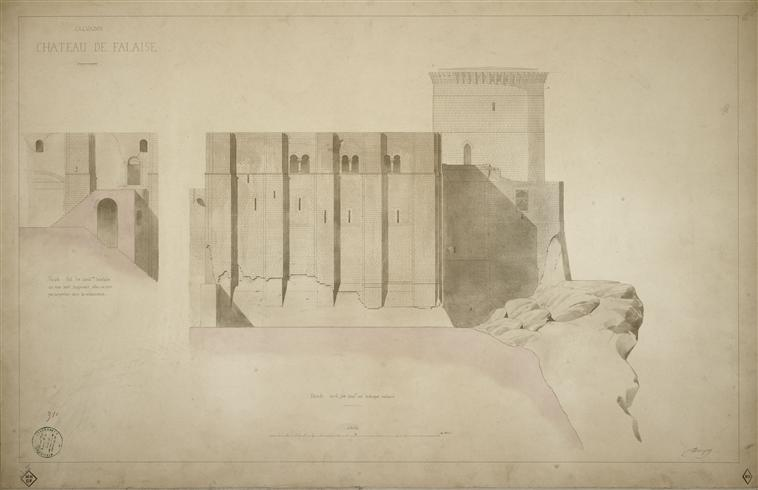
Façade nord du château de Falaise.

Jean-Charles Danjoy est né le 31 mai 1806 à Avensac dans le Gers. 
En 1827, il est admis à l'École des Beaux-Arts de Paris.
Il étudie dans l'atelier de Jean-Nicolas Huyot.
Jeune homme, il vend dessins d'architecture et lithographie pour subvenir à ses besoins
En 1840, Danjoy est nommé à la Commission des Monuments historiques, créée en 1837. Il est notamment chargé des travaux de restauration du château de Falaise,, de la cathédrale de Lisieux, du château de Saint-Sauveur-le-Vicomte, de la cathédrale de Bordeaux et de la Tour Pey-Berland, ou encore de la Collégiale de Braine.
En 1842, il gagne la médaille d'or d'un concours de dessin de la tombe de Napoléon Ier. L'année suivante, il voyage en Espagne ; il y réalise notamment un dessin du monastère de Benevívere (en), publié plus tard dans la collection de lithographies des monuments espagnols.
En 1843, Danjoy propose un projet de restauration pour la cathédrale Notre-Dame de Paris. Il est en compétition avec Jean Jacques Nicolas Arveuf-Fransquin et avec les vainqueurs Jean-Baptiste Lassus et Eugène Viollet-le-Duc. L'un des membres du jury considéra que ses plans prêtaient trop d'attention aux aspects religieux et pas assez aux aspects historiques. 
Cette même année, il est nommé responsable de la restauration de la cathédrale de Meaux.
Vers 1845, il s'occupe des travaux d'une maison dans le style gothique à Auteuil. Il conçoit le socle du mausolée de la comtesse russe Élisabeth Alexandrovna Stroganoff située au Cimetière du Père Lachaise, à Paris.  C'est un grand ouvrage de soubassement en pierre qui permet de consolider la « falaise de Charonne » en bordure du chemin du Dragon, et de réinstaller le mausolée qui est déplacé pierre à pierre. Il fait aussi sculpter dans le soubassement des marteaux de batteur d’or, des zibelines et de têtes de loup qui évoquent l’origine de la fortune de la famille dans les mines et le commerce des fourrures en Asie centrale
En 1847, il est nommé architecte diocésain chargé de la restauration de la cathédrale de Bordeaux, chantier auquel s'ajoute l'année suivante celui de la cathédrale de Metz. Également architecte du diocèse de Coutances, il commence les plans des travaux de restauration du séminaire de la ville mais meurt avant que les travaux ne commencent.
Il est retenu en 1853 comme architecte de l'Arc de Triomphe, remplaçant Guillaume Abel Blouet,.
Danjoy est chargé des décorations du Château Pastré à Marseille, par l'armateur et négociant Eugène Pastré (1806-1868) et sa femme Céline de Beaulincourt-Marle. Achevé en 1862, le château accueille aujourd'hui le Musée de la Faïence.
Danjoy meurt le 4 septembre 1862 à Paris. Il est inhumé le 6 septembre 1862 au cimetière de Montmartre 21e division.
Son fils Eugène Gustave Édouard Danjoy (1838-1905) est également un architecte reconnu ; il se forme auprès de son père et de Charles Questel, puis travaille pour l'atelier de Léon Vaudoyer.

## Distinctions

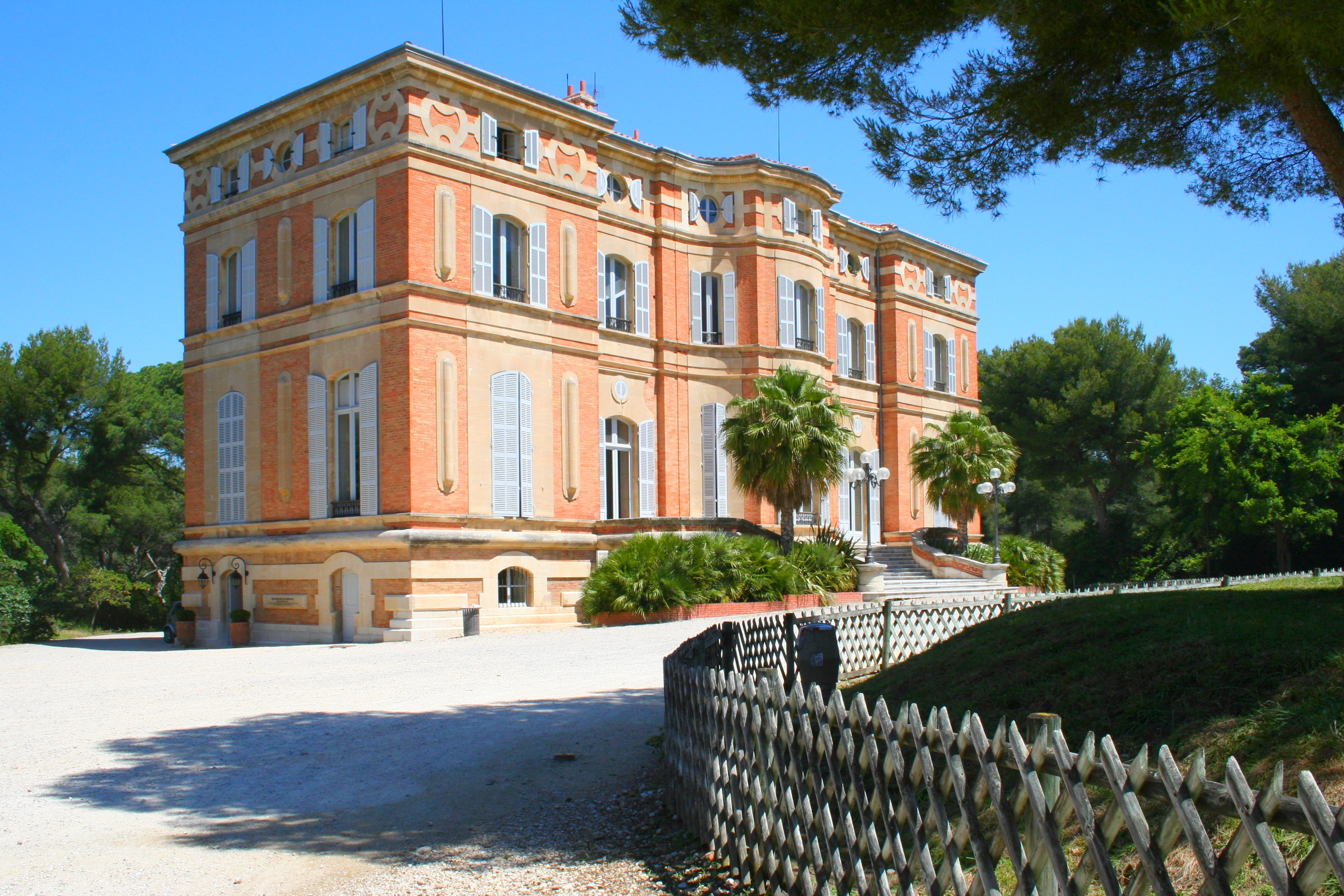
Château Pastré à Marseille.

En 1845, Danjoy reçoit une médaille d'or de la Commission des Monuments historiques pour des travaux de restauration.
Il est récompensé par une médaille d'or en 1850 pour ses plans de restauration de la Cathédrale de Metz.
En plus du talent artistique, Danjoy fait preuve de solides connaissances archéologiques.
Eugène Viollet-le-Duc met en avant le travail difficile effectué sur le chantier de restauration de la cathédrale de Meaux et le recommande pour les services rendus au monde des arts. Léonce Reynaud le décrit comme un artiste de premier plan, avec un sens développé des formes, aux idées poétiques. Hamille quant à lui, lui reproche de ne pas être assez pratique.

## Dessins
- Château de Falaise, élévations et plans
- Abbaye Sainte-Madeleine-Postel
- Grand Séminaire de Coutances, rénovation et agrandissement
- Cerisy-la-Forêt, élévation de l'église
- Collégiale Saint-Martin de Montmorency
- Palais épiscopal de Meaux, ancien palais épiscopal, aujourd'hui Musée Bossuet
- Cathédrale Saint-André de Bordeaux, élévation pour la peinture des murs de la chapelle Saint-Joseph
- Cathédrale Saint-Étienne de Meaux, élévations et plans

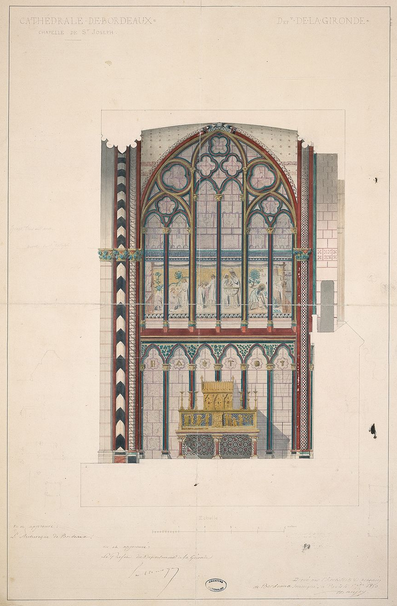
Murs de la chapelle Saint-Joseph, cathédrale de Bordeaux (1850).
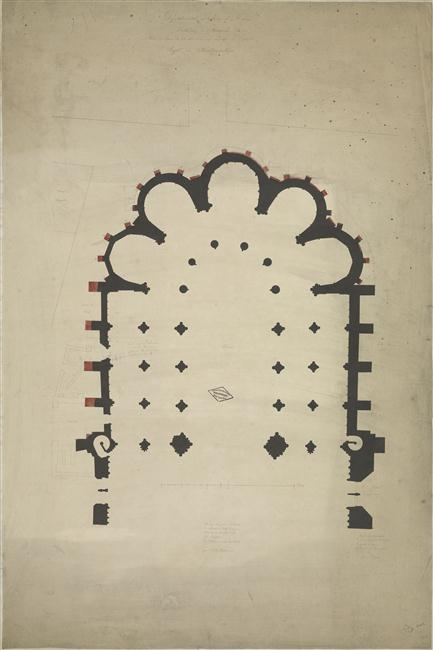
Meaux, cathédrale Saint-Étienne de Meaux (1850).
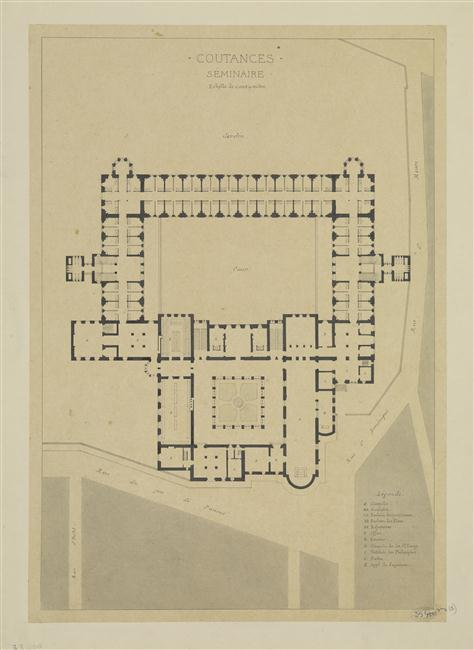
Grand Séminaire de Coutances.
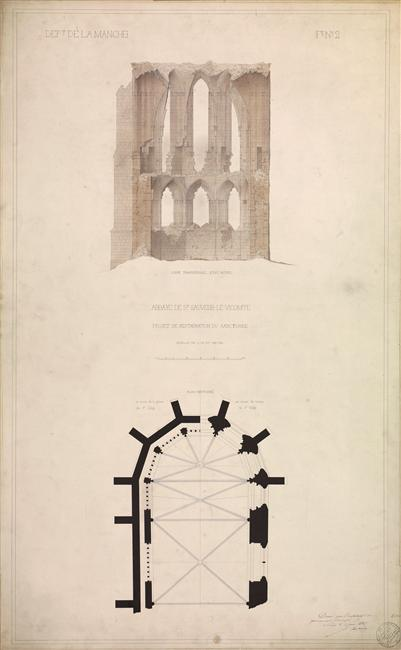
Abbaye Sainte-Madeleine-Postel.